# Monte Zuqualla

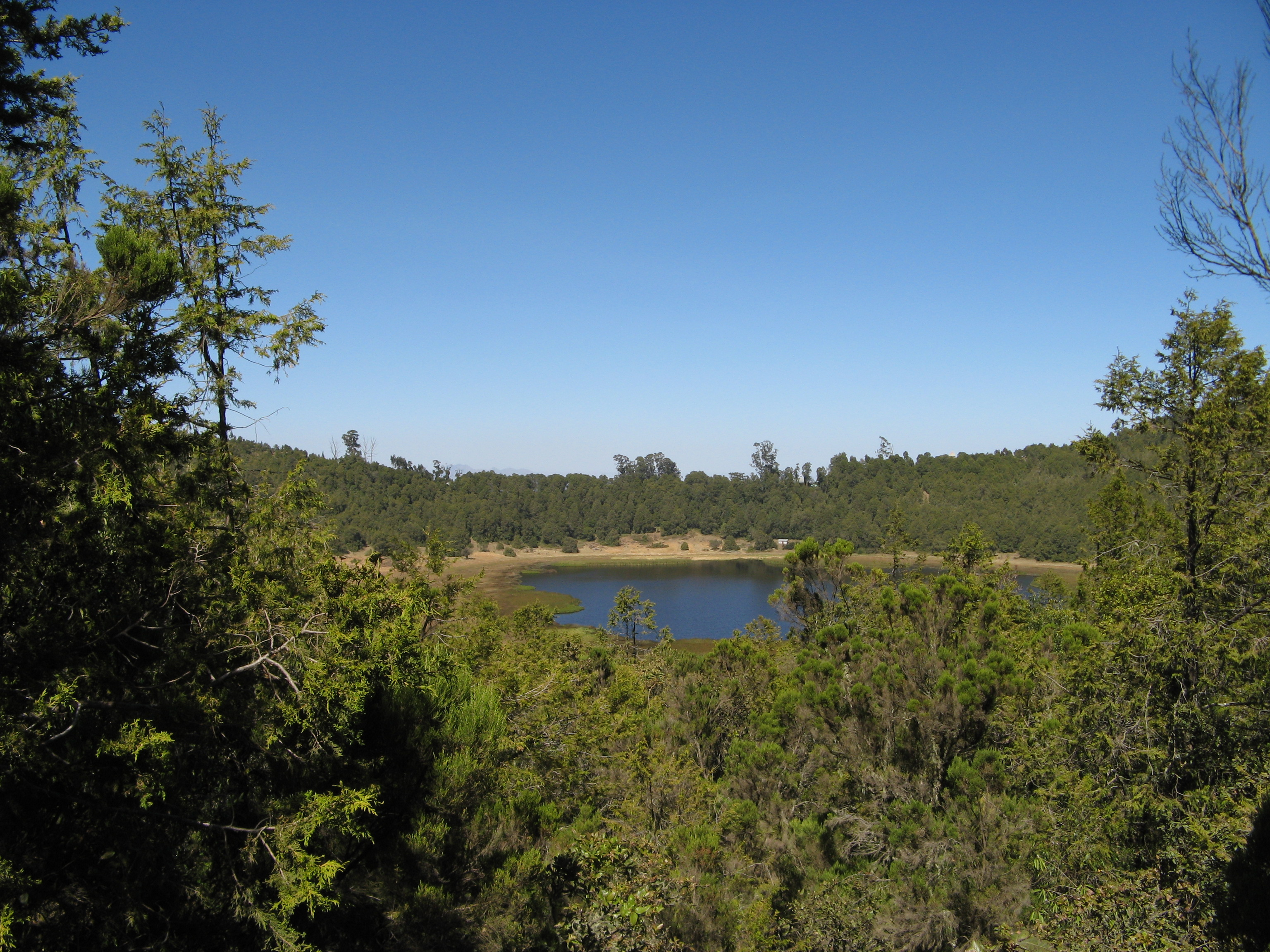
Il lago formatosi nel cratere del monte Zuqualla.

Il monte Zuqualla (anche Zuquala o Chukala ) è un antico vulcano, ora non più attivo, ubicato nella regione Oromia dell'Etiopia. Si trova nella woreda di Ada'a Chukala nella zona di Misraq Shewa. Si innalza da una pianura, 30 km a sud di Debre Zeyit. È rinomato per il suo lago, di forma ellittica, formatosi nel cratere vulcanico, che si chiama lago Dembel. Il diametro maggiore del lago Dembel è di circa 1 km mentre la sua circonferenza è di 6 km.
Sia il monte Zuqualla sia il lago Dembel sono considerati sacri dalla chiesa ortodossa etiope e dal popolo pagano degli oromo.
Il lago Dembel possiede una piccola isola sulla quale è stato costruito un monastero, che si dice sia stato fondato da san Gebre Manfas nel luogo di eremitaggio di san Mercurius. La chiesa alle pendici del monte Zuqualla fu saccheggiata è il monastero nell'isola, al centro del lago Dembel, distrutto nel 1531 dall'imam Ahmad Gragn; al posto del monastero, nell'isola del lago Dembel, furono poi costruite due chiese, la prima sotto progetto dell'italiano Sebastian Castagna, commissionata nel 1880 dall'imperatore Menelik II d'Etiopia, mentre la seconda vi fu edificata durante il regno dell'imperatore 
Hailé Selassié I. Esistono molti altri siti sacri alle pendici di questa montagna, molti dei quali costituiti da formazioni rocciose. Il monastero situato sull'isola del lago Dembel, nel cratere vulcanico di monte Zuqualla, è il sito di un festival con cadenza annua.
Gli esploratori Orazio Antinori, Antonelli e Antonio Cecchi usarono il monte Zuqualla come punto di riferimento per identificare molti luoghi a livello geografico, durante il maggio 1881. Sottocommissione della Cambridge University e del British Museum, nel 1926, il dottor Scott vi raccolse una vasta collezione entomologica. Tre dei leader del fallito colpo di stato etiope del 1960, scapparono dalla capitale al monte Zuqualla dove la famiglia Moya possedeva delle terre. Due di questi leader furono ammazzati il 24 dicembre, mentre il terzo, Mengistu Neway, gravemente ferito, fu catturato e portato a Addis Abeba per essere processato.